# Charles Weisser
Charles Weisser, né le 18 juin 1864 à Montbéliard et mort le 23 janvier 1940 à Mauperthuis, est un peintre français.

## Biographie
Charles Louis Auguste Weisser est le fils de Charles Frédéric Weisser, boulanger, et Clémence Catherine Ray.
Élève de Jean-Léon Gérôme et d'Aimé Morot, il expose au Salon à partir de 1883.
Il épouse en 1896, à Paris, Hélène Louise Boulva.
Il obtient une mention honorable en 1903, et une médaille de troisième classe en 1909.
En 1920, il expose avec d'autres peintres à la galerie Saint-Florentin.
Il remporte le prix Rosa-Bonheur en 1930.
Il meurt à Mauperthuis à l'âge de 75 ans.